# 鹿又駅
鹿又駅（かのまたえき）は、宮城県石巻市鹿又字新田町浦（しんでんまちうら）にある、東日本旅客鉄道（JR東日本）石巻線の駅である。

## 歴史

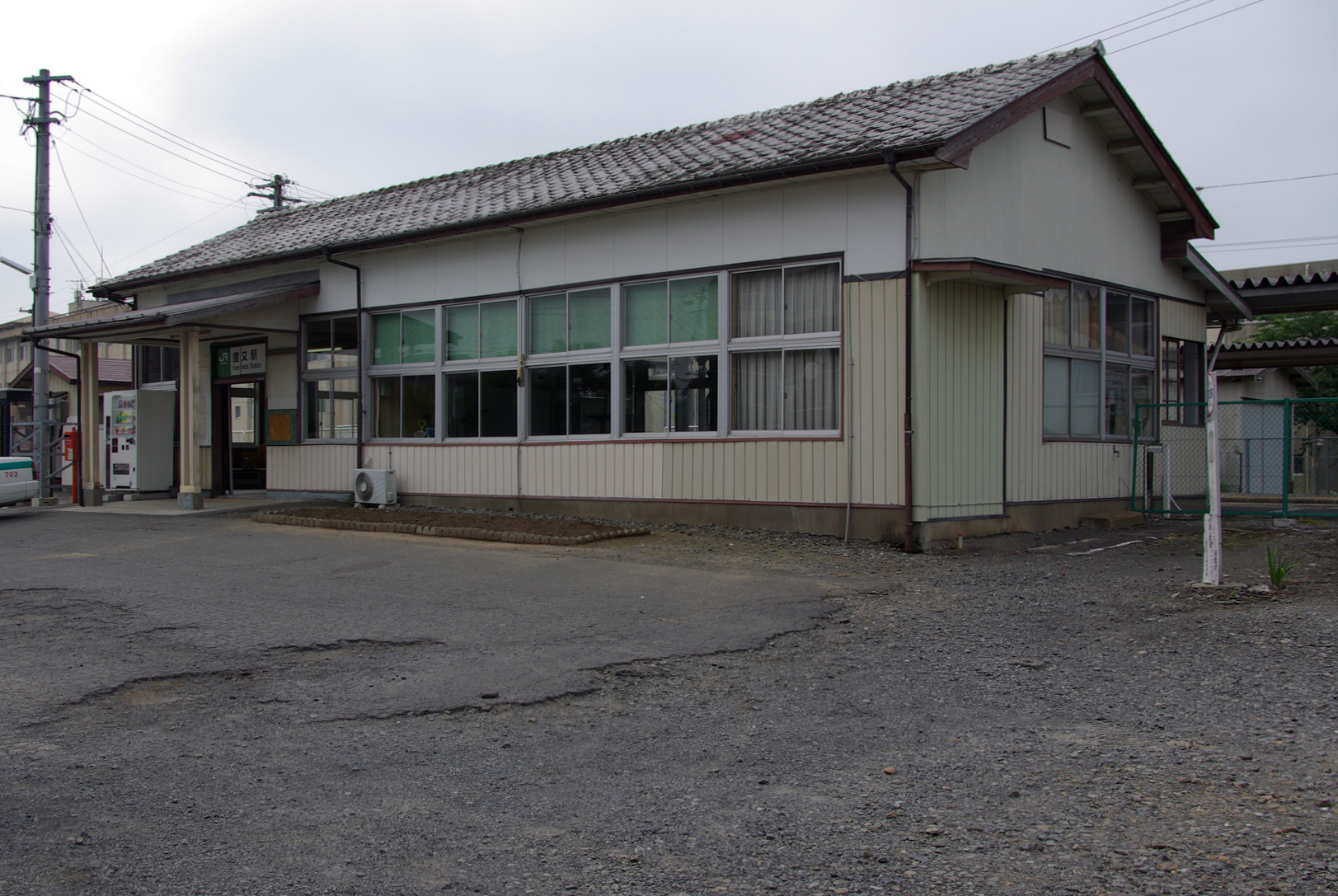
改築前の駅舎（2009年7月）

- 1912年（大正元年）10月28日：仙北軽便鉄道により、一般駅として開業[2][3]。
- 1919年（大正8年）4月1日：仙北軽便鉄道の国有化により、国有鉄道の駅となる[3]。
- 1971年（昭和46年）11月30日：貨物の取り扱いを廃止し、旅客駅となる[3]。
- 1984年（昭和59年）2月1日：荷物の取り扱いを廃止[3]。
- 1987年（昭和62年）4月1日：国鉄分割民営化により、東日本旅客鉄道（JR東日本）の駅となる[3]。
- 2005年（平成17年）4月1日：業務委託が廃止され、無人化[2]。
- 2010年（平成22年）2月26日：前年秋より行われていた駅舎の建て替え工事が終了し、新駅舎の使用を開始[2]。
- 2011年（平成23年）
  - 3月11日：東日本大震災が発生し、運転を見合わせる。
  - 5月19日：前谷地駅 - 石巻駅間で運転を再開。石巻駅構内の信号設備が復旧しておらず、当駅 - 石巻駅間のスタフ閉塞式を施行するため、運転扱いの駅員が配置される。
  - 10月14日：石巻駅構内信号設備復旧に伴い、この日限りで当駅での運転扱いを終了。
- 2024年（令和6年）10月1日：えきねっとQチケのサービスを開始[1][4]。

## 駅構造
相対式ホーム2面2線を有する地上駅である。互いのホームは跨線橋で連絡している。小牛田統括センター（小牛田駅）管理の無人駅で、乗車駅証明書発行機が設置されている。
駅舎は老朽化に伴い建てかえられて、2010年（平成22年）2月26日に使用を開始したものである。鉄骨作り平屋建て延べ床面積56平方メートルで、北上川の青色をアクセントカラーとしている。

### のりば
| 番線 | 路線    | 方向 | 行先           |
| ---- | ------- | ---- | -------------- |
| 1    | ■石巻線 | 下り | 石巻・女川方面 |
| 2    | ■石巻線 | 上り | 小牛田方面     |

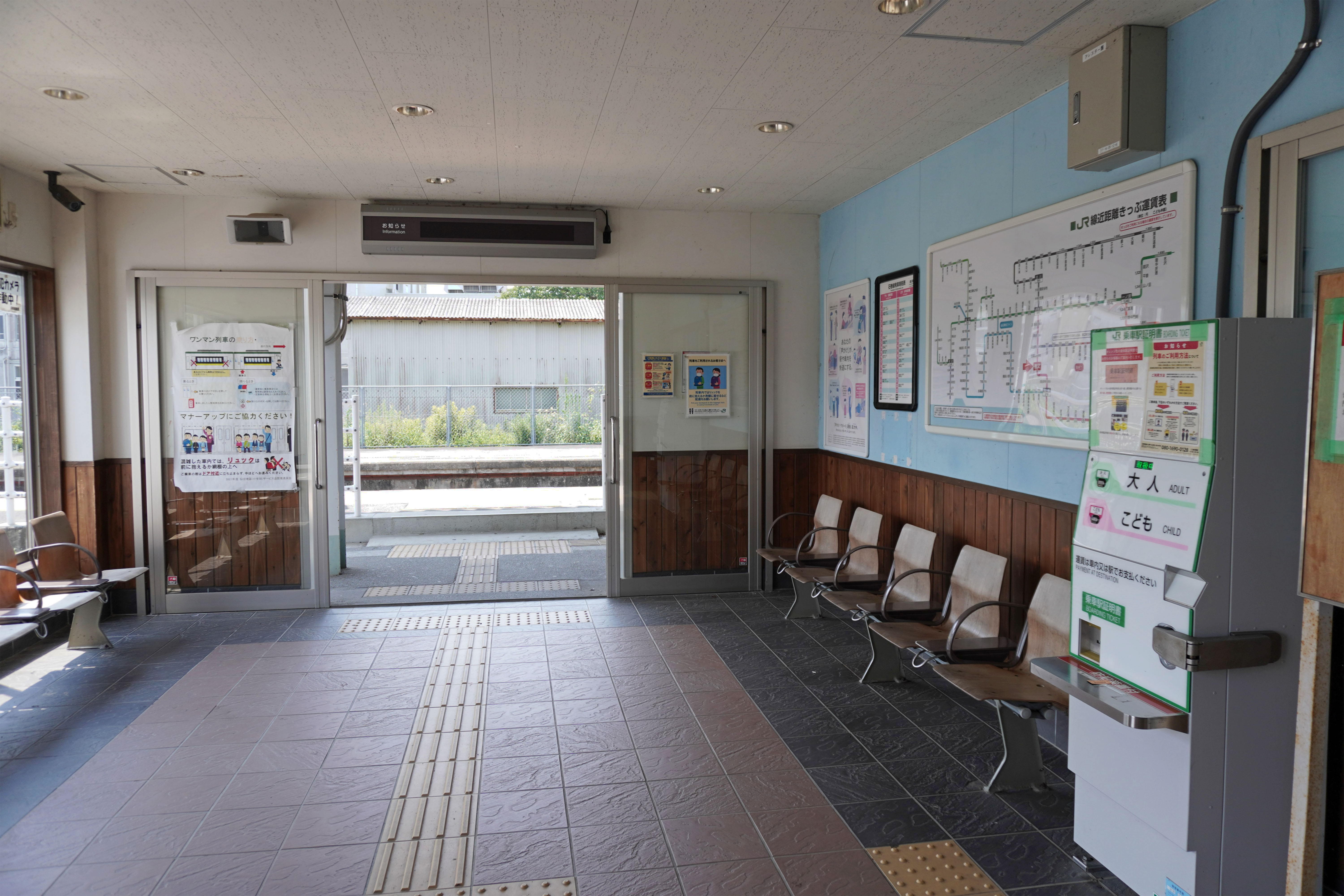
待合室（2023年7月）
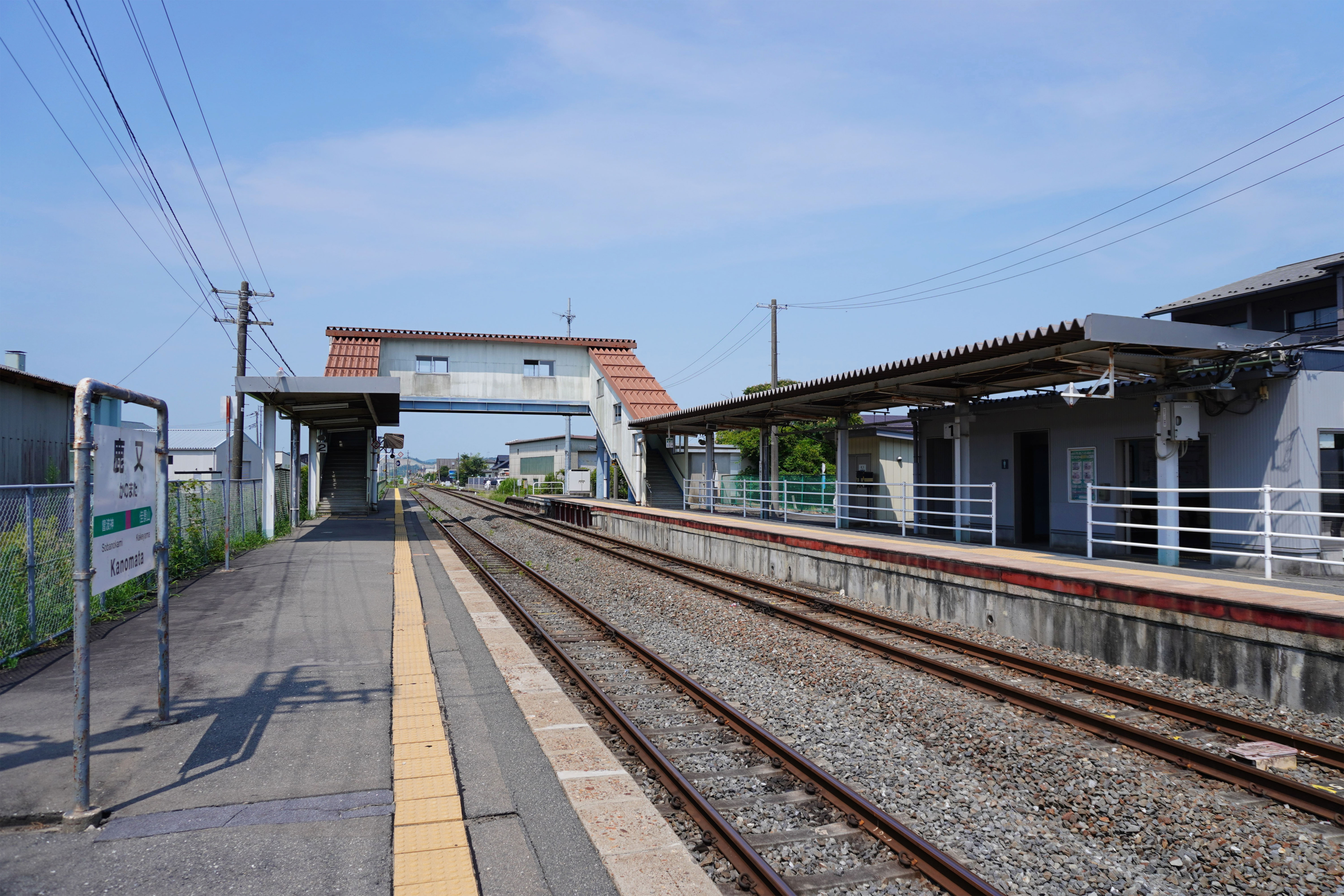
ホーム（2023年7月）

## 利用状況
JR東日本によると、2000年度（平成12年度）- 2003年度（平成15年度）の1日平均乗車人員の推移は以下のとおりであった。
| 年度               | 1日平均 乗車人員 | 出典   |
| ------------------ | ---------------- | ------ |
| 2000年（平成12年） | 486              | [ 7 ]  |
| 2001年（平成13年） | 470              | [ 8 ]  |
| 2002年（平成14年） | 478              | [ 9 ]  |
| 2003年（平成15年） | 483              | [ 10 ] |

## 駅周辺
- 宮城県道191号鹿又広渕線
- 国道45号
- 三陸沿岸道路
- 鹿又郵便局
- 石巻警察署鹿又駐在所
- 宮城県石巻北高等学校
- 石巻市立鹿又小学校
- 廣幡八幡神社
- ミヤコーバス「鹿又駅前」停留所

## 隣の駅
東日本旅客鉄道（JR東日本）
■石巻線
佳景山駅 - 鹿又駅 - 曽波神駅